# Forever Neverland
Forever Neverland er det andet studiealbum af den danske sanger MØ. Det blev udgivet den 19. oktober 2018 via Columbia Records. Det er hendes udgivelse af fuld længde siden hendes debutalbum fra 2014, No Mythologies to Follow', og kommer efter hendes anden EP When I Was Young (2017).
Albummet var med featuring-artister som Charli XCX, What So Not, Two Feet og Empress Of.

## Spor
| Forever Neverland | Forever Neverland                           | Forever Neverland                                                                               | Forever Neverland                      | Forever Neverland | Forever Neverland | Forever Neverland | Forever Neverland | Forever Neverland | Forever Neverland |
| #                 | Titel                                       | Sangskriver(e)                                                                                  | Producer(e)                            | Længde            |                   |                   |                   |                   |                   |
| ----------------- | ------------------------------------------- | ----------------------------------------------------------------------------------------------- | -------------------------------------- | ----------------- | ----------------- | ----------------- | ----------------- | ----------------- | ----------------- |
| 1.                | "Intro"                                     | Karen Marie Ørsted Ajay Bhattacharya Adam Feeney Kurtis Mckenzie Michael "Scribz" Riley         | Stint Frank Dukes McKenzie             | 0:45              |                   |                   |                   |                   |                   |
| 2.                | "Way Down"                                  | Ørsted Bhattacharya Cara Salimando Alexandra Shungudzo Govere Letter Mbulu Caiphus Semenya      | Stint                                  | 3:08              |                   |                   |                   |                   |                   |
| 3.                | "I Want You"                                | Ørsted Bhattacharya Sarah Aarons                                                                | Stint                                  | 3:16              |                   |                   |                   |                   |                   |
| 4.                | "Blur"                                      | Ørsted Bhattacharya Kristoffer "Bonn" Fodgelmark Albin Nedler                                   | Stint Fodgelmark Nedler                | 3:04              |                   |                   |                   |                   |                   |
| 5.                | "Nostalgia"                                 | Ørsted Bhattacharya Jonathan Hill McKenzie Riley Cass Lowe                                      | Stint McKenzie                         | 3:46              |                   |                   |                   |                   |                   |
| 6.                | "Sun in Our Eyes" (med Diplo)               | Ørsted Thomas Wesley Pentz Hill Henry Allen Ilsey Juber                                         | Diplo Hill King Henry                  | 3:37              |                   |                   |                   |                   |                   |
| 7.                | "Mercy" (featuring What So Not og Two Feet) | Ørsted Christopher Emerson James Flannigan Jaramaye Daniels Georgia Overton                     | What So Not Flannigan Two Feet [c]     | 3:41              |                   |                   |                   |                   |                   |
| 8.                | "If It's Over" (featuring Charli XCX)       | Ørsted Mikkel Eriksen Tor Hermansen Charlotte Aitchison Ross Birchard Ori Kaplan Jocelyn Donald | StarGate Tim Blacksmith [d] DannyD [d] | 3:39              |                   |                   |                   |                   |                   |
| 9.                | "West Hollywood" (Interlude)                | Ørsted Bhattacharya                                                                             | Stint                                  | 1:07              |                   |                   |                   |                   |                   |
| 10.               | "Beautiful Wreck"                           | Ørsted Bhattacharya Fodgelmark Nedler Madison Love                                              | Stint Fodgelmark Nedler                | 3:49              |                   |                   |                   |                   |                   |
| 11.               | "Red Wine" (featuring Empress Of)           |                                                                                                 |                                        | 3:22              |                   |                   |                   |                   |                   |
| 12.               | "Imaginary Friend"                          | Ørsted Carlos Montagnese William Walsh Jonnali Parmenius                                        | Illangelo                              | 3:47              |                   |                   |                   |                   |                   |
| 13.               | "Trying to Be Good"                         | Ørsted Bhattacharya                                                                             | Stint                                  | 3:46              |                   |                   |                   |                   |                   |
| 14.               | "Purple Like the Summer Rain"               | Ørsted Bhattacharya Feeney McKenzie Riley                                                       | Stint Dukes McKenzie                   | 4:01              |                   |                   |                   |                   |                   |
| 44:48             |                                             |                                                                                                 |                                        |                   |                   |                   |                   |                   |                   |

| Japansk bonus-CD | Japansk bonus-CD  | Japansk bonus-CD                   | Japansk bonus-CD | Japansk bonus-CD | Japansk bonus-CD | Japansk bonus-CD | Japansk bonus-CD | Japansk bonus-CD | Japansk bonus-CD |
| #                | Titel             | Producer(e)                        | Længde           |                  |                  |                  |                  |                  |                  |
| ---------------- | ----------------- | ---------------------------------- | ---------------- | ---------------- | ---------------- | ---------------- | ---------------- | ---------------- | ---------------- |
| 15.              | "Final Song"      | MNEK                               | 3:55             |                  |                  |                  |                  |                  |                  |
| 16.              | "Kamikaze"        | Diplo Jr Blender Boaz van de Beatz | 3:30             |                  |                  |                  |                  |                  |                  |
| 17.              | "Nights with You" | Sophie Benny Blanco Cashmere Cat   | 3:17             |                  |                  |                  |                  |                  |                  |
| 55:30            |                   |                                    |                  |                  |                  |                  |                  |                  |                  |